# Chrysonicara aureus
Chrysonicara aureus är en fjärilsart som beskrevs av Bang-haas 1927. Chrysonicara aureus ingår i släktet Chrysonicara och familjen nattflyn. Inga underarter finns listade i Catalogue of Life.